# フスタフ・ワッペルス
フスタフ・ワッペルス（Gustaf Wappers、本名:Egide Charles Gustave, Baron Wappers、1803年8月23日 - 1874年12月6日）はベルギーの画家である。作品にはフラマン語風のスタイルのGustaf Wappersとサインした。

## 略歴
アントウェルペンで生まれた。アントウェルペン王立芸術学院でファン・ブレー（Mathieu Ignace van Brée） や Guillaume Jacques Herreynsに学んだ後、パリに出て、ルーブルの巨匠たちの作品を模写して修行した。ヤーコブ・ヨルダーンスやピーテル・パウル・ルーベンスに最も影響を受けたとされる。
1830年に27歳となったワッペルスは八十年戦争におけるライデン包囲戦を描いた歴史画を描き認められた。ブリュッセルの宮廷に招かれ、1832年にはアントウェルペン王立芸術学院の教授に任じられた。1835年にベルリー独立革命(1830年)を題材にした歴史画が評判となり、ベルギー王レオポルド1世の宮廷画家に任じられた。ファン・ブレーが没した後、アントウェルペン王立芸術学院の校長となった。1844年に男爵の称号を得た。

## 作品

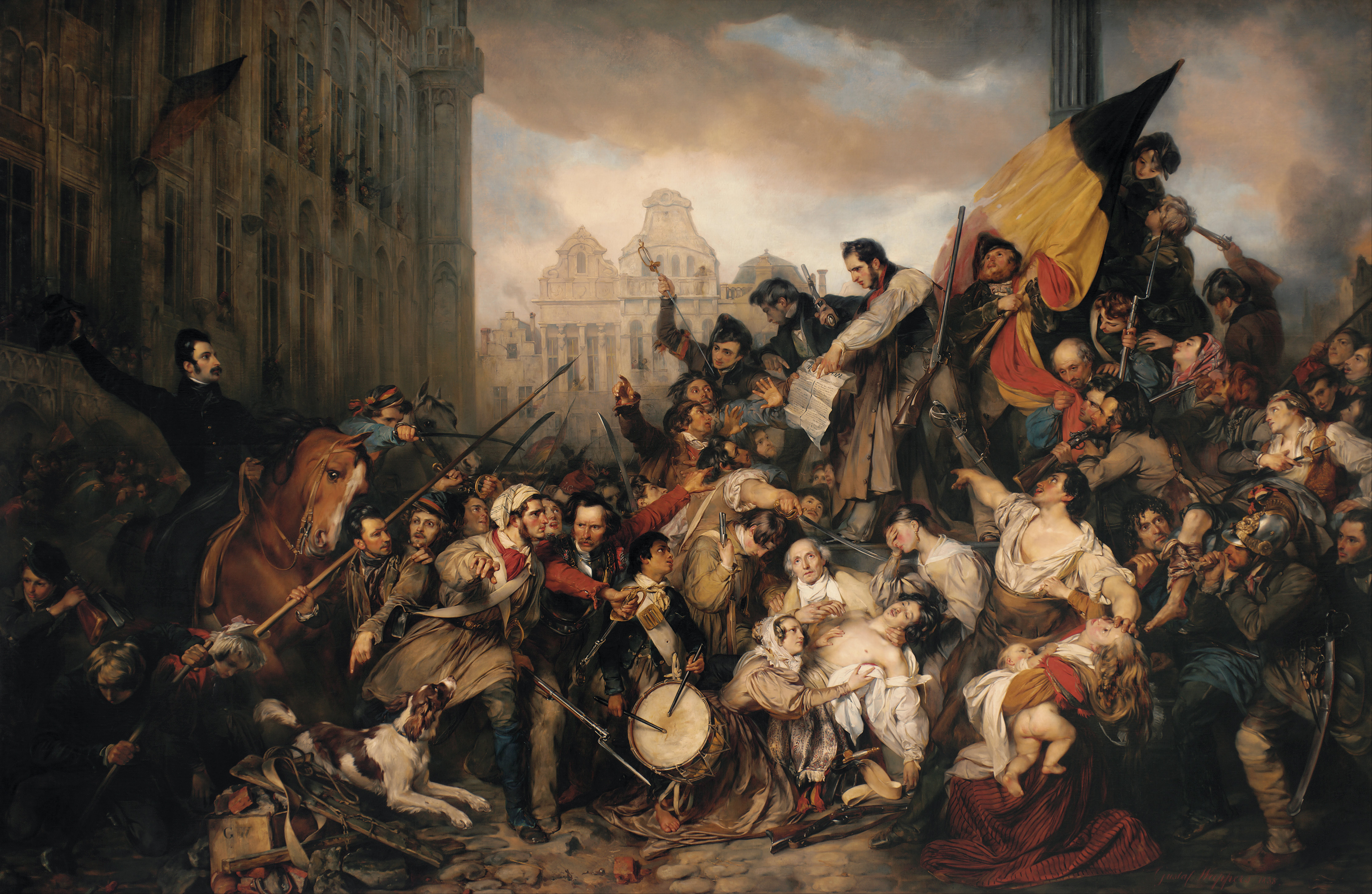
ベルギー独立革命の情景
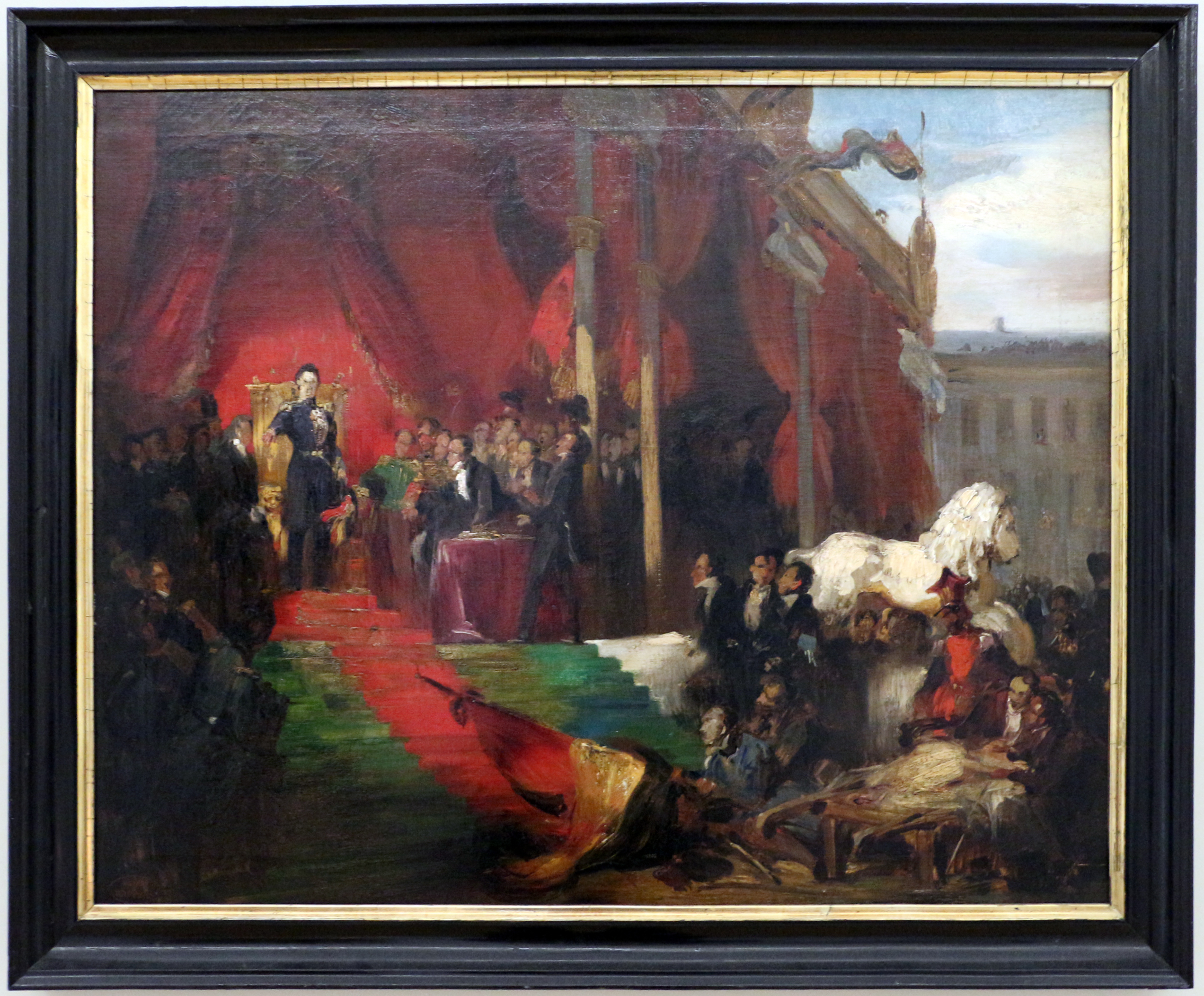
レオポルド1世 (ベルギー王)の宣誓
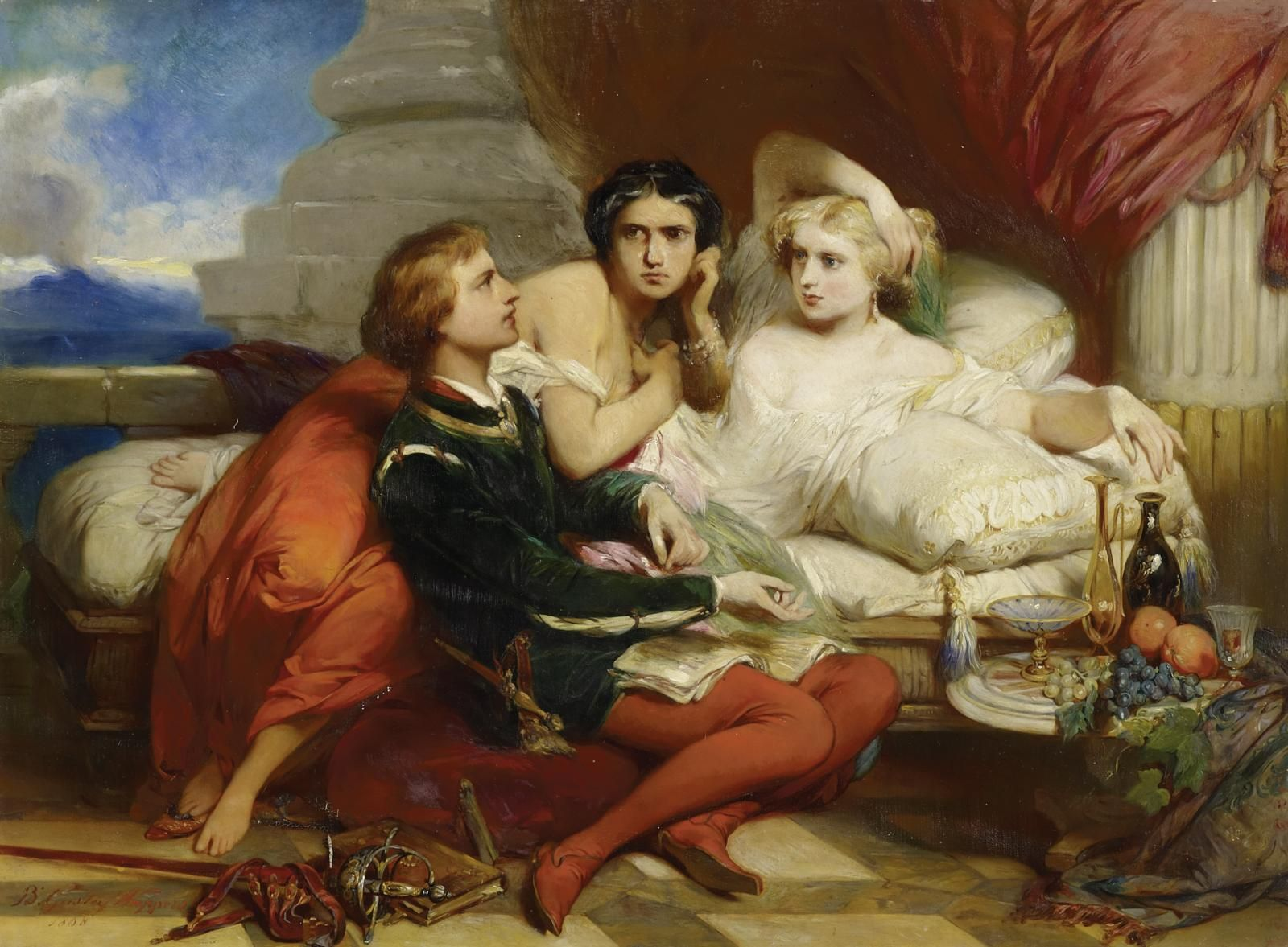
「デカメロン」を読むボッカチオ

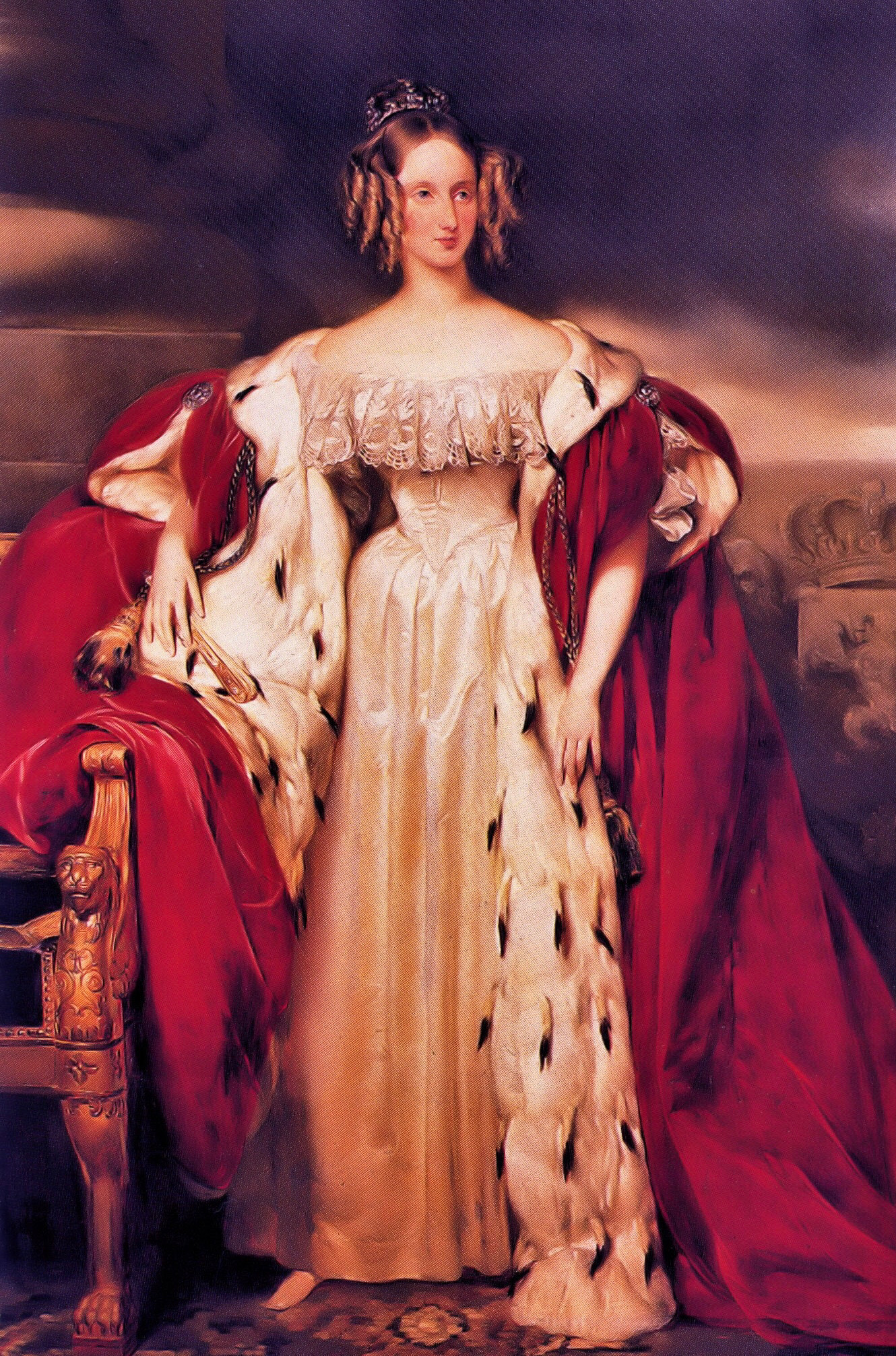
ルイーズ＝マリー・ドルレアン(1830s)
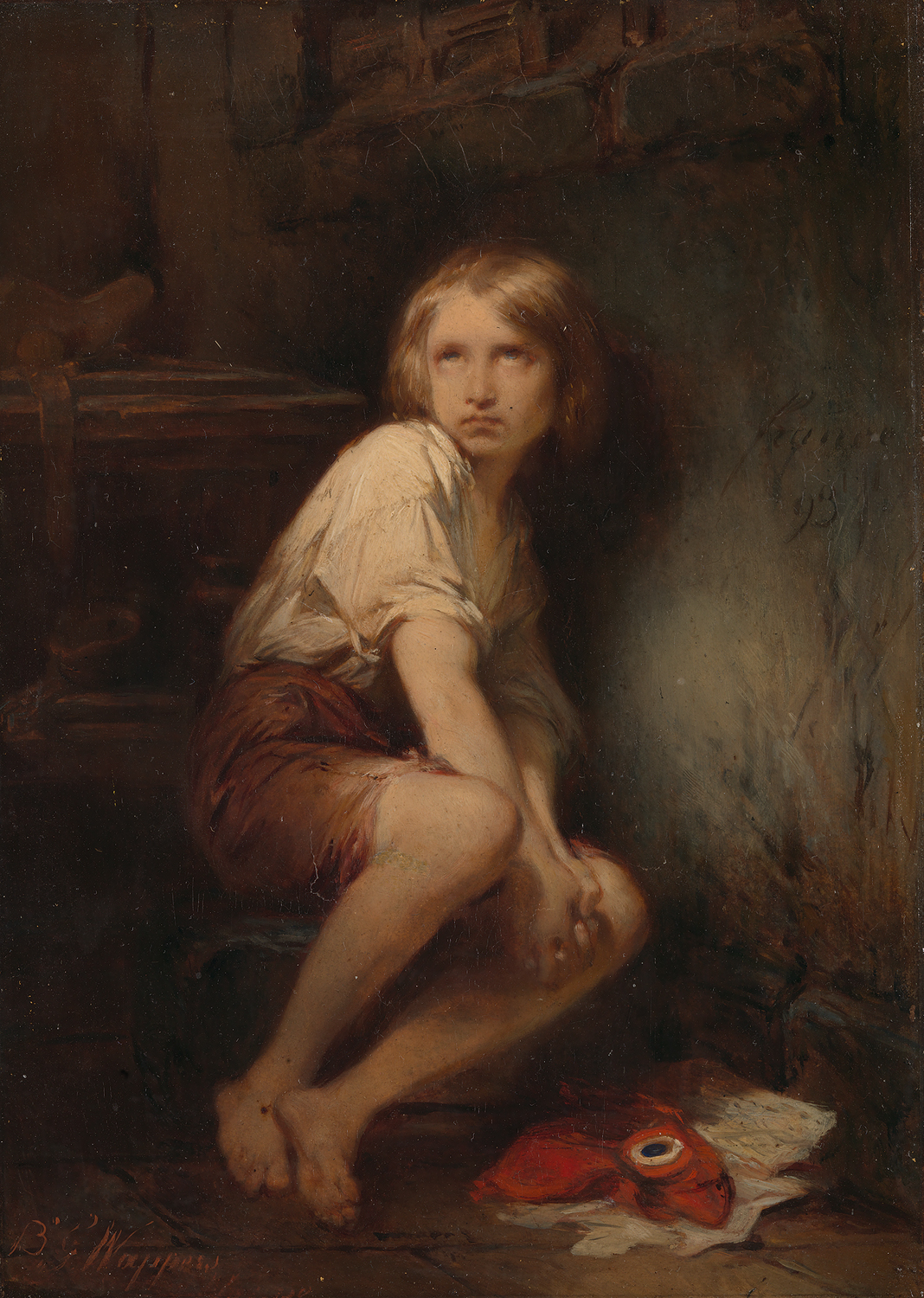
監禁されるルイ17世
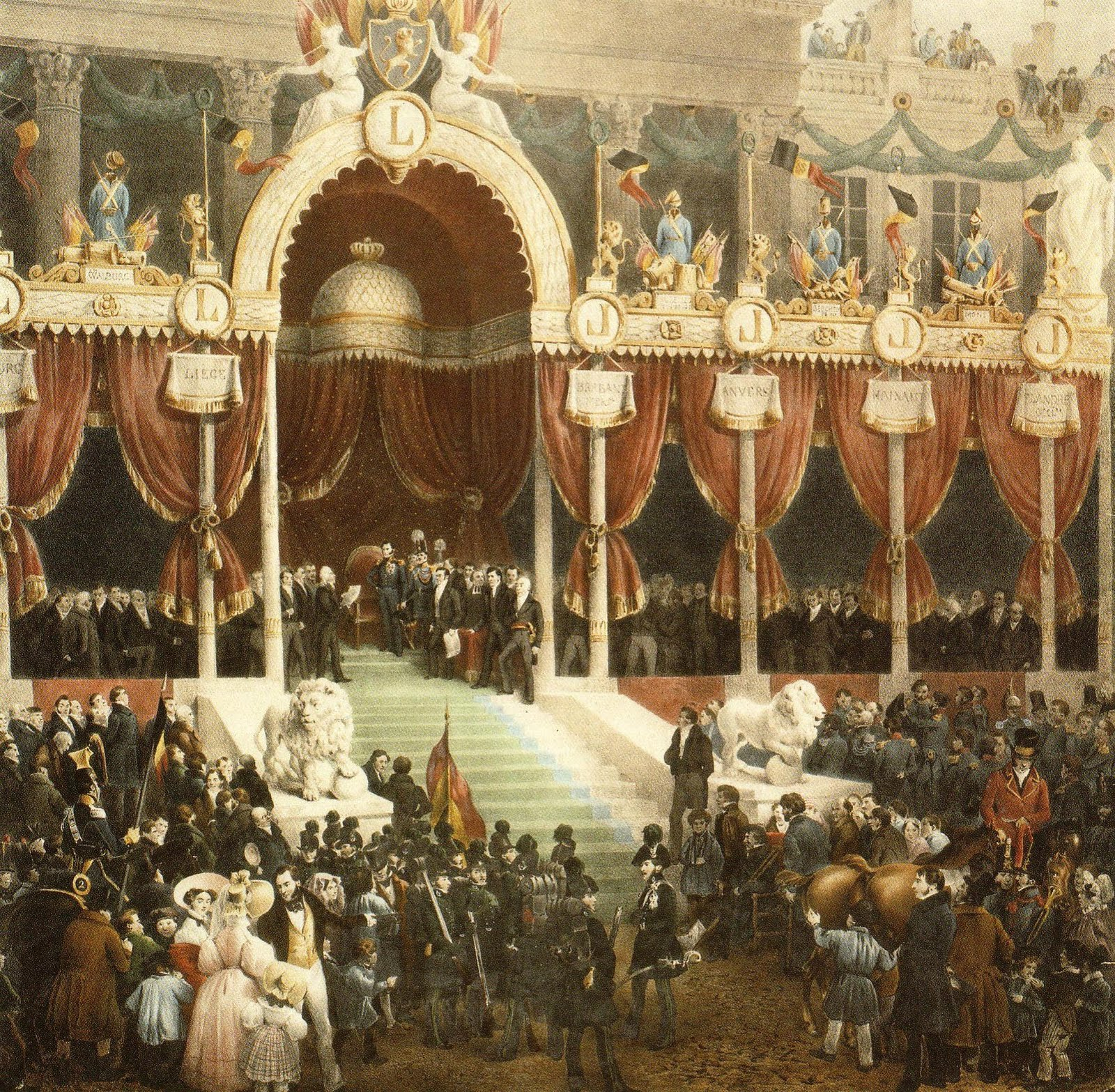
レオポルド1世 (ベルギー王)の即位式
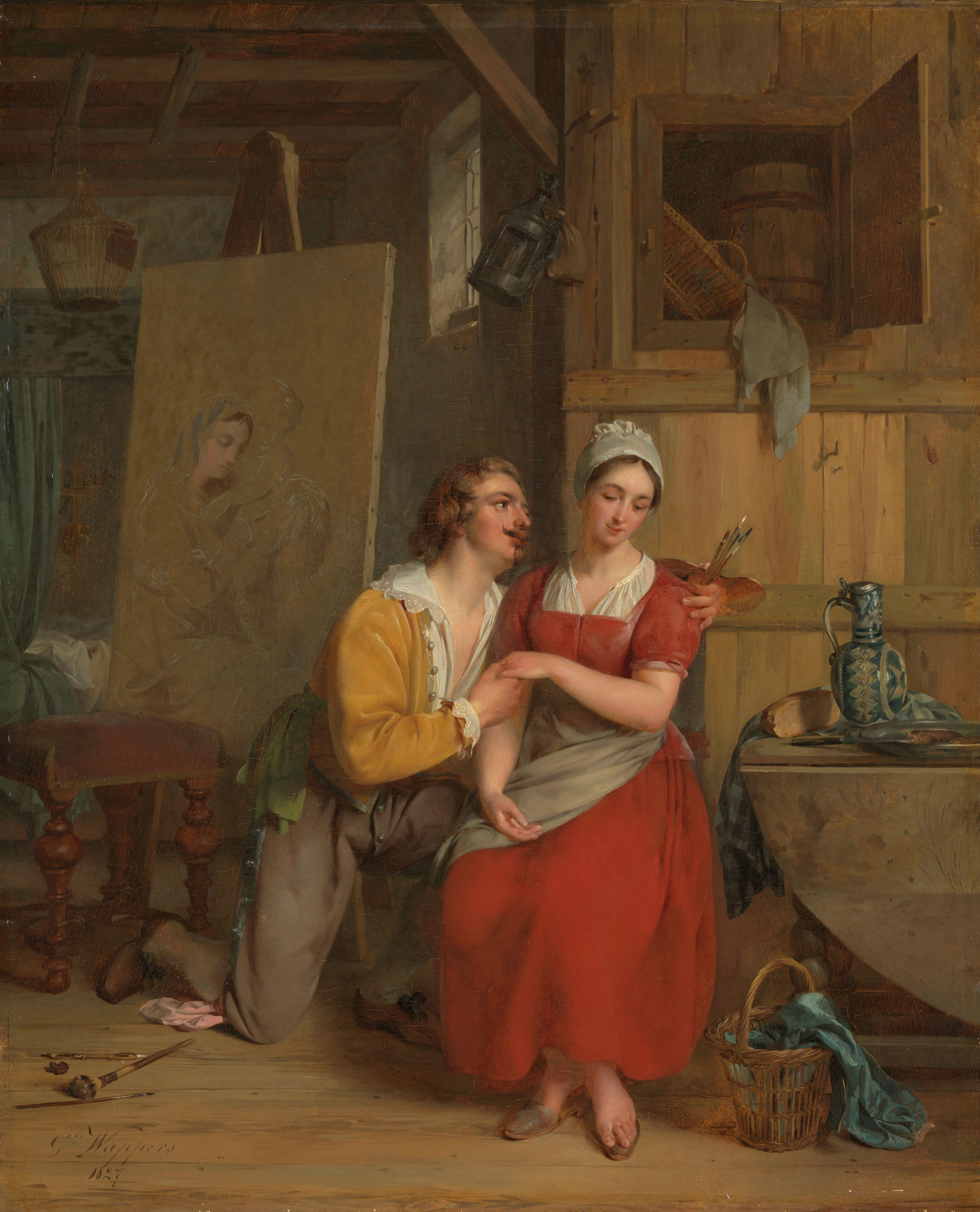
モデルといちゃつくアンソニー・ヴァン・ダイク

## フスタフ・ワッペルスに学んだ学生
- ヤコブ・ヤコブス (1812-1879)
- カレル・ヤヴーレク (1815-1909)
- William Duffield (1816-1863)
- ジョセフ・ファン・セーフェルドンク (1819-1905)
- エルネスト・スリンゲナイヤー (1820-1894)
- フォード・マドックス・ブラウン (1821-1893)
- ジョゼフ・ヴァン・レリウス (1823-1876)
- エミール・ヒュンテン (1827-1902)
- ヤロスラフ・チェルマーク (1830-1878)
- ローレンス・アルマ＝タデマ (1836-1912)